# آفاق غليزان
آفاق شباب غليزان هو نادي كرة قدم جزائري نسائي تأسس سنة 1995 بغليزان. يلعب في دوري الدرجة الأولى في الدوري الجزائري تأسس سنة 1993 .

## تاريخ
تأسس نادي آفاق غليزان سنة 1995 م وترأس الفريق سيد أحمد معز وكان التحدي كبيرا جدا إذ شهدت البلاد موجة من التطرف  ضد الرياضة وكذلك ضد المراة بصفة عامة ومن هنا برز التحدي الحقيقي لفتيات الآفاق وبدخول الألفية الثالثة بدأ الفريق يقطف ثمار جهده ونال العديد من الألقاب من دوري جزائري وكأس الجمهورية

## الألقاب

### الدوري الجزائري للسيدات

#### بطل
2010، 2011، 2012، 2013، 2014، 2015، 2016، 2017، 2021، 2022 ،2023

#### الوصيف
- 1999-2000، 2001-2002، 2002-2003، 2003-2004، 2007-2009، 2008-2009 ،2018-2019

### كأس الجزائر للسيدات

#### بطل
2010، 2011، 2012، 2013، 2014، 2016

#### نائب البطل
- 2007-2008 2008-2009.

### كأس السوبر
- 2016

### رابطة أبطال إفريقيا
- إقتصاء من الدور التمهيدي عامي 2021 ،2022 [7]